# 대한민국 제18대 국회의원 선거 통합민주당 후보 목록
대한민국 제18대 국회의원 선거 통합민주당 후보 선출에 대해 설명한다.
2008년 3월 26일 선거관리위원회에 후보자등록을 마친 결과, 통합민주당은 총 245개 선거구 중 197곳의 공천을 마무리했다. 지역별로 서울, 광주광역시, 대전, 강원, 전북, 전남, 제주도의 선거구에만 전수 공천하였다.

## 서울(39)
| 손학규 | 종로구     |
| 성장현 | 용산구     |
| 최재천 | 성동구갑   |
| 임종석 | 성동구을   |
| 추미애 | 광진구을   |
| 김희선 | 동대문구갑 |
| 민병두 | 동대문구을 |
| 김덕규 | 중랑구을   |
| 오영식 | 강북구갑   |
| 최규식 | 강북구을   |
| 김근태 | 도봉구갑   |
| 유인태 | 도봉구을   |
| 정봉주 | 노원구갑   |
| 우원식 | 노원구을   |
| 김성환 | 노원구병   |
| 이미경 | 은평구갑   |
| 송미화 | 은평구을   |
| 우상호 | 서대문구갑 |
| 김영호 | 서대문구을 |
| 노웅래 | 마포구갑   |
| 정청래 | 마포구을   |
| 이제학 | 양천구갑   |
| 김낙순 | 양천구을   |
| 신기남 | 강서구갑   |
| 노현송 | 강서구을   |
| 이인영 | 구로구갑   |
| 박영선 | 구로구을   |
| 이목희 | 금천구     |
| 김영주 | 영등포구갑 |
| 전병헌 | 동작구갑   |
| 정동영 | 동작구을   |
| 유기홍 | 관악구갑   |
| 김희철 | 관악구을   |
| 김윤   | 서초구을   |
| 정직   | 송파구갑   |
| 장복심 | 송파구을   |
| 김성순 | 송파구병   |
| 송기정 | 강동구갑   |
| 심재권 | 강동구을   |

## 인천(10)
| 한광원 | 중구.동구.옹진군 |
| 유필우 | 남구갑           |
| 박규홍 | 남구을           |
| 문영철 | 연수구           |
| 신맹순 | 남동갑           |
| 문병호 | 부평갑           |
| 홍영표 | 부평을           |
| 신학용 | 계양갑           |
| 송영길 | 계양을           |
| 김교흥 | 서구.강화군갑    |

## 광주(7)
| 박주선 | 동구   |
| 김영진 | 서구을 |
| 지병문 | 남구   |
| 강기정 | 북구갑 |
| 김재균 | 북구을 |
| 김동철 | 광산갑 |
| 이용섭 | 광산을 |

## 대전(6)
| 선병렬 | 동구   |
| 류배근 | 중구   |
| 박병석 | 서구갑 |
| 박범계 | 서구을 |
| 정병옥 | 유성구 |
| 김원웅 | 대덕구 |

## 경기(47)
| 이찬열 | 수원시 장안구    |
| 이기우 | 수원시 권선구    |
| 이대의 | 수원시 팔달구    |
| 김진표 | 수원시 영통구    |
| 김태년 | 성남시 수정구    |
| 조성준 | 성남시 중원구    |
| 이재명 | 성남시 분당구 갑 |
| 김종우 | 성남시 분당구 을 |
| 우제창 | 용인시 처인구    |
| 김재일 | 용인시 기흥구    |
| 김종희 | 용인시 수지구    |
| 김경협 | 부천시 원미구 갑 |
| 배기선 | 부천시 원미구 을 |
| 김만수 | 부천시소사구     |
| 원혜영 | 부천시오정구     |
| 이종걸 | 안양시 만안구    |
| 이석현 | 안양시 동안구 갑 |
| 이정국 | 안양시 동안구 을 |
| 천정배 | 안산시 단원구 갑 |
| 제종길 | 안산시 단원구 을 |
| 전해철 | 안산시 상록구 갑 |
| 김재목 | 안산시 상록구 을 |
| 한평석 | 고양시 덕양구 갑 |
| 최성   | 고양시 덕양구 을 |
| 한명숙 | 고양시 일산동구  |
| 김현미 | 고양시 일산서구  |
| 문희상 | 의정부시 갑      |
| 강성종 | 의정부시 을      |
| 백재현 | 광명시 갑        |
| 양기대 | 광명시 을        |
| 우제항 | 평택시 갑        |
| 정장선 | 평택시 을        |
| 정성호 | 양주시.동두천시  |
| 윤호중 | 구리시           |
| 최재성 | 남양주시갑       |
| 박기춘 | 남양주시을       |
| 안민석 | 오산시           |
| 백원우 | 시흥시갑         |
| 조정식 | 시흥시을         |
| 김부겸 | 군포시           |
| 문학진 | 하남시           |
| 윤후덕 | 파주시           |
| 소병훈 | 광주시           |
| 장명재 | 포천시.연천군    |
| 김문환 | 이천시.여주군    |
| 장봉익 | 양평군.가평군    |
| 김창집 | 김포시           |
| 이승채 | 과천시.의왕시    |

## 강원(8)
| 최윤   | 춘천                |
| 박우순 | 원주                |
| 홍준일 | 강릉                |
| 한호연 | 동해.삼척           |
| 이동기 | 속초.고성.양양      |
| 조일현 | 홍천.횡성           |
| 이광재 | 태백.영월.평창.정선 |
| 이용삼 | 철원.화천.양구.인제 |

## 충북(7)
| 홍재형 | 청주 상당           |
| 오제세 | 청주 흥덕갑         |
| 노영민 | 청주 흥덕구을       |
| 이시종 | 충주                |
| 변재일 | 청원                |
| 김종률 | 증평.진천.괴산.음성 |
| 김서용 | 보은.옥천.영동      |

## 충남(8)
| 양승조 | 천안갑         |
| 박완주 | 천안을         |
| 조이환 | 보령시.서천군  |
| 강훈식 | 아산시         |
| 문석호 | 서산시.태안군  |
| 양승숙 | 논산.계룡.금산 |
| 김용명 | 공주.연기      |
| 장석종 | 홍성.예산      |

## 전북(11)
| 장영달 | 전주 완산갑         |
| 장세환 | 전주 완산을         |
| 김세웅 | 전주 덕진           |
| 강봉균 | 군산                |
| 이춘석 | 익산갑              |
| 조배숙 | 익산을              |
| 장기철 | 정읍시              |
| 이강래 | 남원.순창           |
| 최규성 | 김제.완주           |
| 정세균 | 진안.무주.장수.임실 |
| 김춘진 | 고창.부안           |

## 전남(12)
| 정영식 | 목포           |
| 김성곤 | 여수갑         |
| 주승용 | 여수를         |
| 서갑원 | 순천           |
| 최인기 | 나주.화순      |
| 우윤근 | 광양           |
| 김효석 | 담양.곡성.구례 |
| 박상천 | 고흥.보성      |
| 유선호 | 장흥.강진.영암 |
| 민화식 | 해남.완도.진도 |
| 이낙연 | 함평.영광.장성 |
| 황호순 | 전남 무안.신안 |

## 경북(5)
| 오중기 | 포항 북구           |
| 허대만 | 포항 남구.울릉      |
| 김경훈 | 구미을              |
| 서현성 | 경산.청도           |
| 정일순 | 영양.영덕.봉화.울진 |

## 경남(10)
| 조재완 | 창원갑         |
| 구명회 | 창원을         |
| 정영두 | 김해갑         |
| 최철국 | 김해을         |
| 류영태 | 의령.함안.합천 |
| 오길석 | 마산갑         |
| 하귀남 | 마산을         |
| 이태권 | 밀양.창녕      |
| 송철영 | 거제           |

## 부산(11)
| 김비오 | 영도구             |
| 정해정 | 부산진구 갑        |
| 이덕욱 | 부산진구 을        |
| 정상원 | 동래구             |
| 주창근 | 남구 갑            |
| 전재수 | 북구.강서구 갑     |
| 정진우 | 북구.강서구 을     |
| 송관중 | 해운대구.기장군 갑 |
| 손현경 | 해운대구.기장군 을 |
| 김종필 | 사하구 갑          |
| 조경태 | 사하구 을          |

## 대구(5)
| 박형룡 | 중.남구 |
| 박현성 | 동구갑  |
| 박찬홍 | 서구    |
| 이현주 | 북구갑  |
| 김창해 | 수성갑  |

## 울산(1)
| 임동호 | 중구 |

## 제주(3)
| 강창일 | 제주시갑 |
| 김우남 | 제주시을 |
| 김재윤 | 서귀포시 |

## 비례대표(31)
1. 이성남(61.전 금융통화위원) = 11억850만원, 병역미대상, 3억9천859만원
2. 박은수(52.한국장애인고용촉진공단 이사장) = 10억5천701만원, 병역미필,3천357만원
3. 최영희(58.전 국가청소년위원장) = 44억3천103만원, 병역미대상,5억2천951만원
4. 송민순(60.전 외교통상부장관) = 12억4천305만원, 병역필,8천46만원
5. 전혜숙(53.건강보험심사평가원 상임감사) = 5억8천915만원, 병역미대상,3천702만원
6. 정국교(48.H&T대표이사) = 502억2천104만원, 병역필,6천577만원
7. 전현희(44.대한치과의사협회 고문변호사) = 11억1천277만원, 병역미대상,3억306만원
8. 서종표(63.교수) = 9억6천630만원, 병역필,2천97만원
9. 신낙균(67.한국여성유권자연맹회장) = 50억8천940만원, 병역미대상,6천360만원
10. 최문순(52.전 MBC사장) = 16억7천380만원, 병역필,1억6천795만원
11. 김상희(54.전 한국여성민우회 상임대표) = 6억7천839만원, 병역미대상,5천287만원
12. 김충조(66.전 국회의원) = 1억1천393만원, 병역미필,263만원
13. 박선숙(48.전 청와대 공보수석) = 3억6천887만원, 병역미대상,1천297만원
14. 안규백(47.전 민주당 조직위원장) = 30억5천692만원, 병역필,700만원
15. 김유정(39.전 민주당 여성국장) = 21억6천623만원, 병역미대상,2억3천884만원
16. 박홍수(53.전 농림부장관) = 1억1천735만원, 병역필,3천640만원
17. 김진애(55.카이스트 미래도시연구소 겸직교수) = 12억8천38만원, 병역미대상,5천748만원
18. 김학재(63.전 법무부차관) = 90억6천267만원, 병역미필,1억3천664만원
19. 유은혜(48.민주당 부대변인) = 8천401만원, 병역미대상,583만원
20. 신문식(53.민주당 사무부총장) = 1억7천862만원, 병역필,1천247만원
21. 한명희(56.미래여성리더십센터 소장) = 5억6천725만원, 병역미대상,3천174만원
22. 남기창(67.전 청주대 특수대학원장) = 9억2천759만원, 병역필,3천201만원
23. 안주아(38.동신대 교수) = 14억2천478만원, 병역미대상,1천467만원
24. 조재희(49.전 민주당 총선기획단 정책비전위원장) = 3억5천10만원, 병역필,721만원
25. 배영애(63.전 민주당 김천지구위원장) = 1억5천920만원, 병역미대상,158만원
26. 최세규(47.한국신지식인협회 회장) = 35억8천365만원, 병역필,1억2천384만원
27. 윤병길(58.전 강원도 약사회장) = 7억6천578만원, 병역미대상,3천115만원
28. 김남배(58.전 서울개인택시조합 이사장) = 9억7천701만원, 병역필,8천709만원
29. 이예자(62.전 아시아장애인연대 대표) = 2억2천748만원, 병역미대상,73만원
30. 김을규(46.전 임대주택 국민연합 공동대표) = 0원, 병역필,19만원
31. 정용택(56.전 민주당 정책실장) = 20억3천223만원, 병역필,1천401만원